# Thiocyanate d'ammonium
Le thiocyanate d'ammonium est le sel composé d'ions ammonium et thiocyanate. Il utilisé dans plusieurs domaines dont le plus important est l'agriculture.

## Synthèse
Le thiocyanate d'ammonium peut être produit par réaction entre du disulfure de carbone avec de l'ammoniaque. Le dithiocarbamate d'ammonium est formé comme intermédiaire qui, par chauffage, se décompose en thiocyanate d'ammonium et sulfure d'hydrogène:  :
CS2 + 2 NH3(aq) → NH2C(=S)SNH4 → NH4SCN + H2S

## Réactions
Grâce à une réaction endothermique, une source d'eau froide non potable peut être produite et même faire geler la solution.
Pour cela, du thiocyanate d'ammonium NH4SCN et de l'hydroxyde de baryum octahydraté, Ba(OH)2.8H2O réagissent :
2 NH4SCN(s) + Ba(OH)2.8H2O(s) → Ba(SCN)2(aq) + 10 H2O(l) + 2 NH3(g)
Le thiocyanate d'ammonium est stable dans l'air à température ambiante. Cependant, par chauffage, il peut s'isomériser en thiourée :
Les mélanges à l'équilibre à 150 °C et 180 °C contiennent respectivement 30,3% et 25,3% (en poids) de thiourée. Lorsqu'il est chauffé à 200 °C, la poudre sèche se décompose en ammoniac, sulfure d'hydrogène et disulfure de carbone, en laissant un résidu de thiocyanate de guanidinium.
NH4SCN est faiblement acide. Dans l'eau, il réagit avec l'hydroxyde de sodium ou de l'hydroxyde de potassium pour former le thiocyanate de sodium ou le thiocyanate de potassium. Il réagit avec les sels ferriques pour former un complexe de thiocyanate ferrique d'un rouge foncé typique:
6 SCN− + Fe3+ → [Fe(SCN)6]3−
Le thiocyanate d'ammonium réagit avec différents ions métalliques comme ceux du cuivre, de l'argent, du zinc, du plomb, du mercure, etc. formant des précipités de thiocyanate, qui peuvent être extraits avec des solvants organiques.

## Utilisations
On utilise principalement le thiocyanate d’ammonium en agriculture dans la fabrication des herbicides, notamment en combinaison avec de l’aminotriazole. Il intervient également dans la synthèse de la thiocarbamide, de résines translucides et la fabrication des allumettes. Il sert de produit stabilisateur en photographie, d'adjuvant accélérateur de prise pour les bétons et mortiers. Certains essais d'endurance des métaux ferreux à la corrosion mettent en œuvre du thiocyanate comme agent d'attaque chimique. Il est utilisé comme adjuvant de teinture dans l'industrie textile, comme produit traceur en prospection pétrolière. Il intervient dans la séparation de l'hafnium du zirconium pour l'industrie nucléaire et en titration des solutions aqueuses.